# Mus cookii
Mus cookii é uma espécie de roedor da família Muridae.
Pode ser encontrada nos seguintes países: China, Índia, Laos, Myanmar, Nepal, Tailândia e Vietname.